# اکبر الله‌آبادی
سید اکبر حسین معروف به اکبر الله‌آبادی (۱۶ نوامبر ۱۸۴۶–۹ سپتامبر ۱۹۲۱) شاعر اردو زبان و هندی در گونه طنز بود. محبوب‌ترین اشعار اکبر دربارهٔ معضلات فرهنگی ناشی از هجوم فرهنگی بریتانیای غربی بود. خشم او بیشتر متوجه بومیان بود که او آنها را غرب‌زده و عجیب و غریب می‌دانست. در جامعه هندی به «لسان‌العصر» معروف بود.

## زندگی

### اوایل زندگی
اکبر الله‌آبادی در شهر برا در یازده فرسخی الله‌آباد در خانواده ای از سادات که در اصل از ایران به عنوان سرباز به هند آمده بودند، به دنیا آمد. پدربزرگش، سید فضل محمد، گرایش شیعه داشت، اما سه پسرش، واصل علی، وارث علی و تفضل الحسین همگی اهل سنت شدند. پدر اکبر، مولوی تفضل الحسین، به عنوان نایب تحصیل‌دار برادرش وارث علی، که تحصیل‌دار بود، خدمت کرد و مادرش از خانواده زمین‌دار روستای جگدیشپور از ناحیه گایا در بیهار بود.
اکبر تحصیلات اولیه خود را در عربی، فارسی و ریاضی نزد پدرش در خانه گذراند. در سال ۱۸۵۵ مادرش به الله‌آباد نقل مکان کرد و در محله چوک ساکن شد. اکبر در سال ۱۸۵۶ برای آموزش زبان انگلیسی در مدرسه مأموریت جامونا ثبت‌نام کرد، اما در سال ۱۸۵۹ تحصیلات مدرسه را رها نمود. با این حال، او به مطالعه زبان انگلیسی و مطالعه ادامه داد.

### حرفه
پس از ترک تحصیل، اکبر به عنوان منشی به گروه مهندسان در راه‌آهن پیوست. وی در حین خدمت با قبولی در آزمون وکالت و متعاقباً به عنوان تحصیل‌دار و منصف و در نهایت به عنوان قاضی دادگاه مشغول به کار شد. به خاطر فعالیت در خدمات قضایی به وی لقب خان بهادر اعطا شد.

### ازدواج
اولین ازدواج اکبر در سن ۱۵ سالگی و توسط پدر و مادرش ترتیب داده شد. همسرش خدیجه خاتون نام داشت که چهار سال از او بزرگ‌تر بود. این ازدواج موفقیت‌آمیز نبود و اکبر با وجود داشتن دو پسر از خدیجه به نام‌های نذیر حسین و عابد حسین، علاقه‌ای به ادامهٔ زندگی مشترک نداشت. اکبر بعد از طلاق، به فرزندانش هم توجهی نمی‌کرد و فقط ماهیانه مبلغ چهل روپیه به عنوان نفقه به آنان می‌داد. هر دوی این پسرها به دلیل عدم حمایت پدرشان، زندگی خوبی نداشتند و اطلاعات زیادی از آنها در دست نیست.
ازدواج دوم او با فاطمه صغری (متوفی ۱۹۱۰) به شکلی دیگر پیش رفت و شادی زیادی برای او به همراه داشت. آنها با هم صاحب دو پسر به نام‌های عشرت حسین و هاشم حسین شدند. عشرت به مدت سه سال به انگلستان فرستاده شد تا وکیل شود، اما حتی شش سال بعد از آن هم برنگشت. اما او به سختی مدرک کارشناسی خود را در کمبریج گذراند و هرگز برای امتحانات وکالت شرکت نکرد. در عوض او خود را فردی اهل هنر می‌پنداشت و بدون هیچ موفقیتی برای نمایشنامه نویسی و بازیگری درخواستهای مکرر می‌داد. او شکست خود را ناشی از تعصب علیه هندوستانی‌ها در انگلستان آن زمان می‌دانست.
هاشم، پسر کوچکتر، تا زمان مرگ پدرش در سال ۱۹۳۱ نزد او ماند.

### مرگ
اکبر در سال ۱۹۰۵ بازنشسته شد و در الله‌آباد ساکن گردید. وی در ۱۸ شهریور ۱۳۰۰ (۹ سپتامبر ۱۹۲۱) بر اثر تب درگذشت و در منطقه همت‌گنج شهر الله‌آباد به خاک سپرده شد.

## میراث
«هنگامه‌ای کیون برپا» غزلی پرطرفدار است که توسط اکبر الله‌آبادی نوشته شده و برجسته‌ترین اقتباس از آن را غلامعلی خوانده اجرا کرده‌است. ابیاتی از شعر او نیز به قوالی معروف «توم ایک گوراخ داندا هو» نصرت فتح علی خان رسید. تعدادی از اشعار اکبر الله‌آبادی در فیلم هندی ماسان ۲۰۱۵ استفاده شده‌اند. وارون گروور، نویسنده اشعار فیلم، با توضیح این موضوع به عنوان یک ادای احترام آگاهانه، توضیح داد که می‌خواست یکی از بازیگران زن شالو (با بازی شوتا تریپاتی) را به عنوان فردی که سرگرمی اش خواندن شعر هندی و شاعری است نشان دهد.